# برج بوليلة

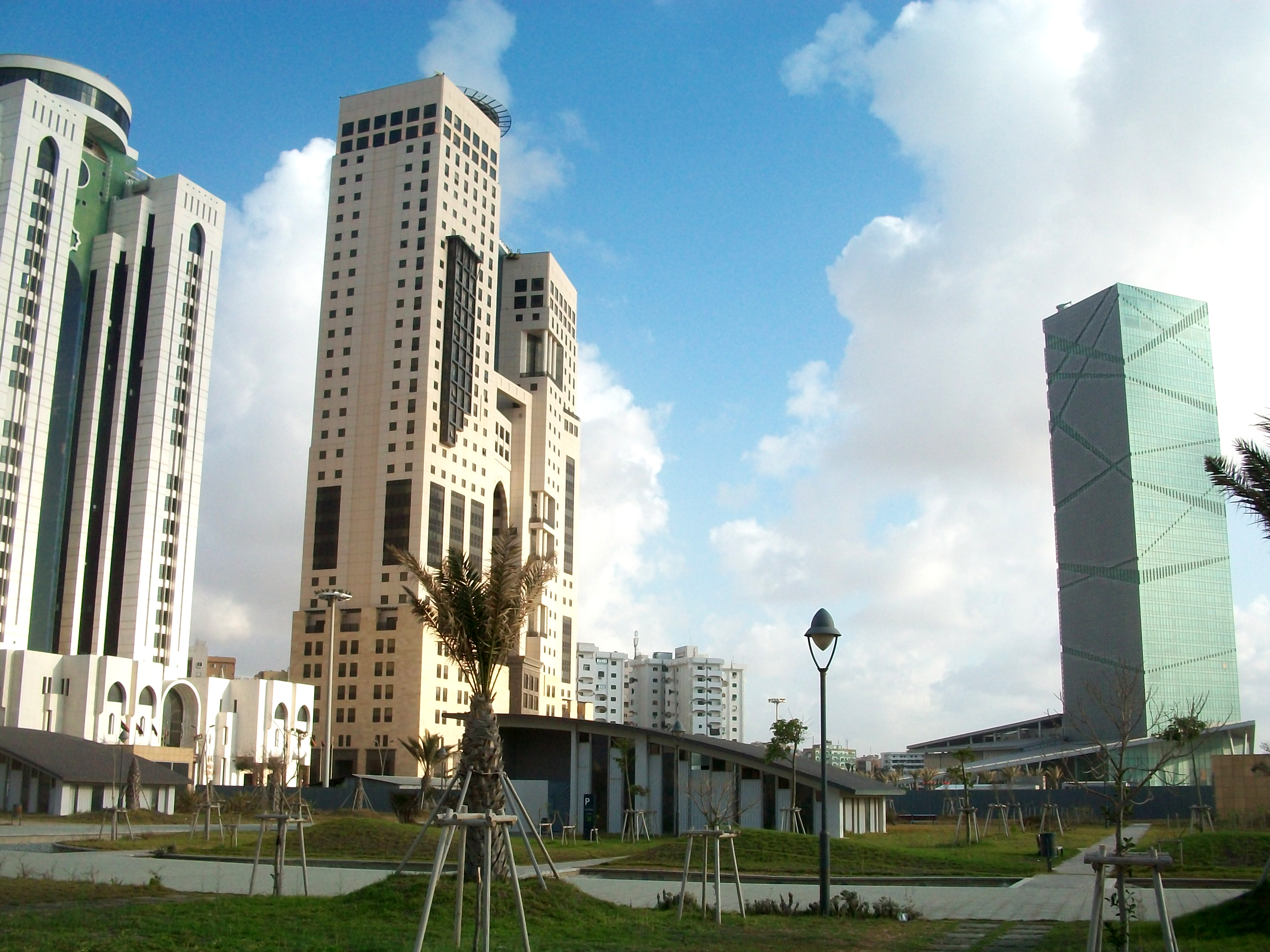
برج بوليلة (في المنتصف).

برج بوليلة مبنى استثماري تم افتتاحه في سبتمبر 2010، ويعد من أبرز معالم العاصمة الليبية طرابلس، ويرجع سبب تسمية البرج «بوليلة» لإعادة إحياء ذكرى قلعة في مدينة طرابلس القديمة كانت تحمل ذات الاسم.